# Superjuegos
Superjuegos fue una revista española sobre videojuegos fundada en mayo de 1992. Se publicaron un total de 193 números hasta enero de 2009, fecha en la que se detuvo su publicación. Su nombre original fue Los Superjuegos del mes y ya en su última etapa SuperJuegos Xtreme.
A finales de abril de 2015, se anunció una nueva continuación de la revista bajo el nombre de New Súper Juegos.
Fue editada por el Grupo Zeta, surgiendo en respuesta a la revista Hobby Consolas del grupo Hobby Press. 

## Contenido
Al igual que Hobby Consolas analizó videojuegos de todos los sistemas (incluso de PC en sus inicios) a diferencia de otras revistas de la misma época que solo analizaban consolas y videojuegos de una determinada marca, como podrían ser Nintendo Acción sobre productos de Nintendo y TodoSega sobre productos de SEGA.
Si bien su contenido fue variando a lo largo de su tiempo de vida, contenía una serie de secciones fijas en las cuales se trataban las noticias del sector, análisis de juegos publicados y futuribles, listados de trucos, guías de juegos y consultas de los lectores.

## Etapas de la publicación

### Primera etapa: 1992-1994
El primer número fue publicado en mayo de 1992. El director de la revista durante este periodo fue Pedro de Frutos. El enfrentamiento con Hobby Consolas fue haciéndose visible a partir del número 10 aproximadamente, donde los redactores empezaron a usar un tono agresivo hacia ella. Los redactadores más reputados del sector (aún hoy en día) estaban en esta revista: Marcos "The Elf" García, Bruno "Nemesis" Sol, José Luis "The Scope" del Carpio, Roberto "R. Dreamer" Serrano, etc.

### Segunda etapa: 1994-1997
En el número 30 hubo un cambio de diseño. En la dirección, Pedro de Frutos fue sustituido por Marcos García “The Elf”. Durante esta época, la revista fue acompañada del suplemento gratuito Japanmania.

### Tercera etapa: 1997-2006
A partir del número 68 hubo un nuevo cambio en el diseño.  En el número 164 apareció por primera vez el suplemento Xtreme, nombre que heredaría la propia SuperJuegos en su última etapa.

### Cuarta etapa: 2006-2009
A partir del número 166, la revista pasa a llamarse SuperJuegos Xtreme. Junto con este cambio de nombre, se reestructura el contenido de la revista, de modo que los "videojuegos retro" toman mayor relevancia. En enero de 2009 apareció el que sería el último número de la revista, el 193, que puso fin a una andadura de casi 17 años.

### Quinta etapa: 2015
El 27 de abril de 2015, se anunció en Twitter una nueva encarnación de la revista llamada New Súper Juegos. La revista tendría dos partes; una dedicada a la actualidad del videojuego y la otra al retro. El primer número salió a la venta el 27 de mayo. y contó con gran parte de los redactores y colaboradores de etapas anteriores de la revista. Sin embargo, el 27 de noviembre de ese año, se anunció la cancelación de la revista por parte de la editorial. Casi un año después de su supuesta cancelación, el 27 de octubre de 2016 se confirmó que su número 2 se lanzaría en diciembre de este año.

## Versión para Tv
La revista contó con una versión televisada emitida en Antena 3 entre 1992 y 1993 presentada por Diana Lázaro y Claudio Serrano.
Entre semana había una sección que se hablaba de juegos trucos reportajes y los viernes un concurso en donde participaban colegios en prueba de habilidad, trivial o competiciones de videojuegos.